# Dorfkirche Predel

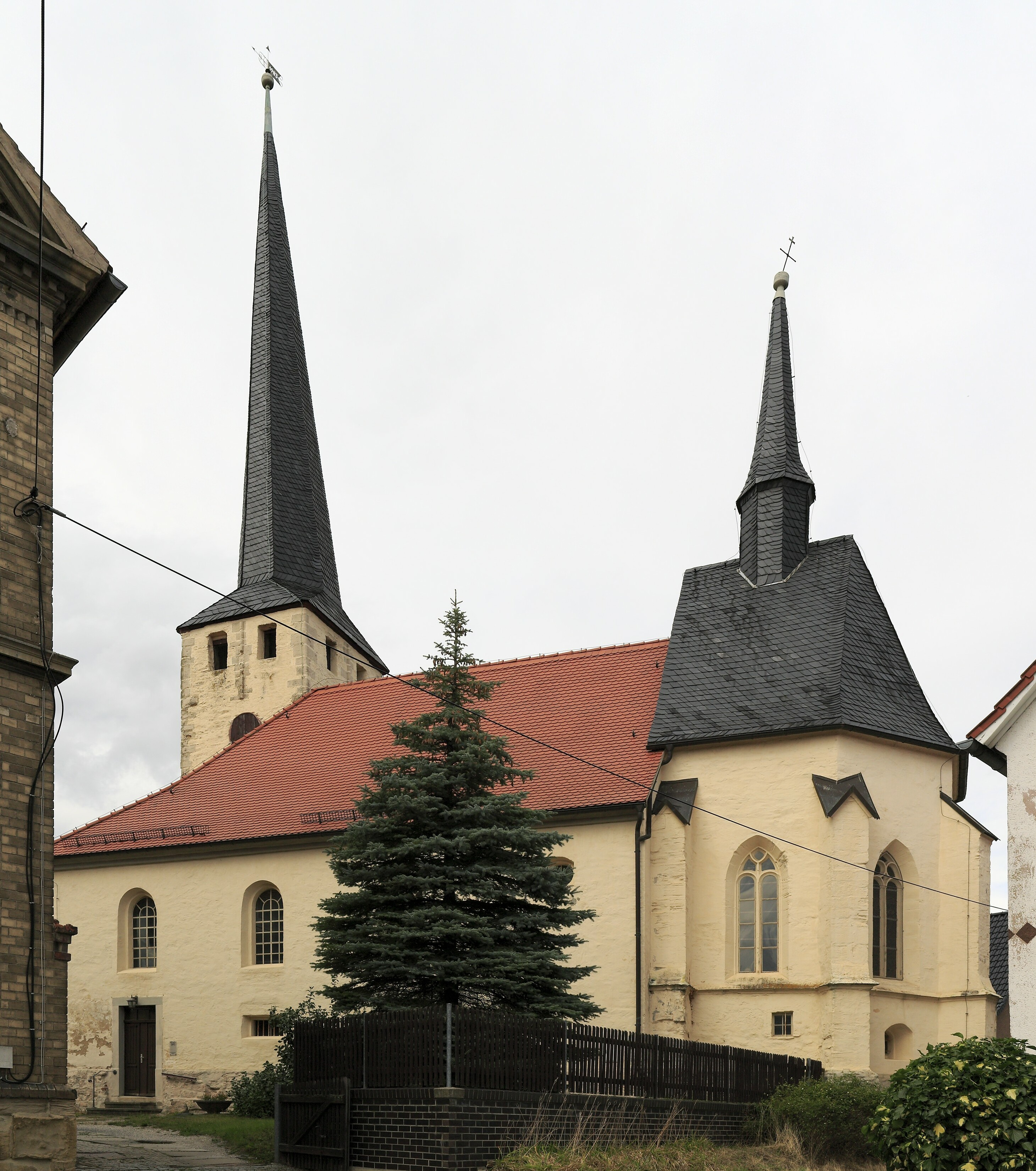

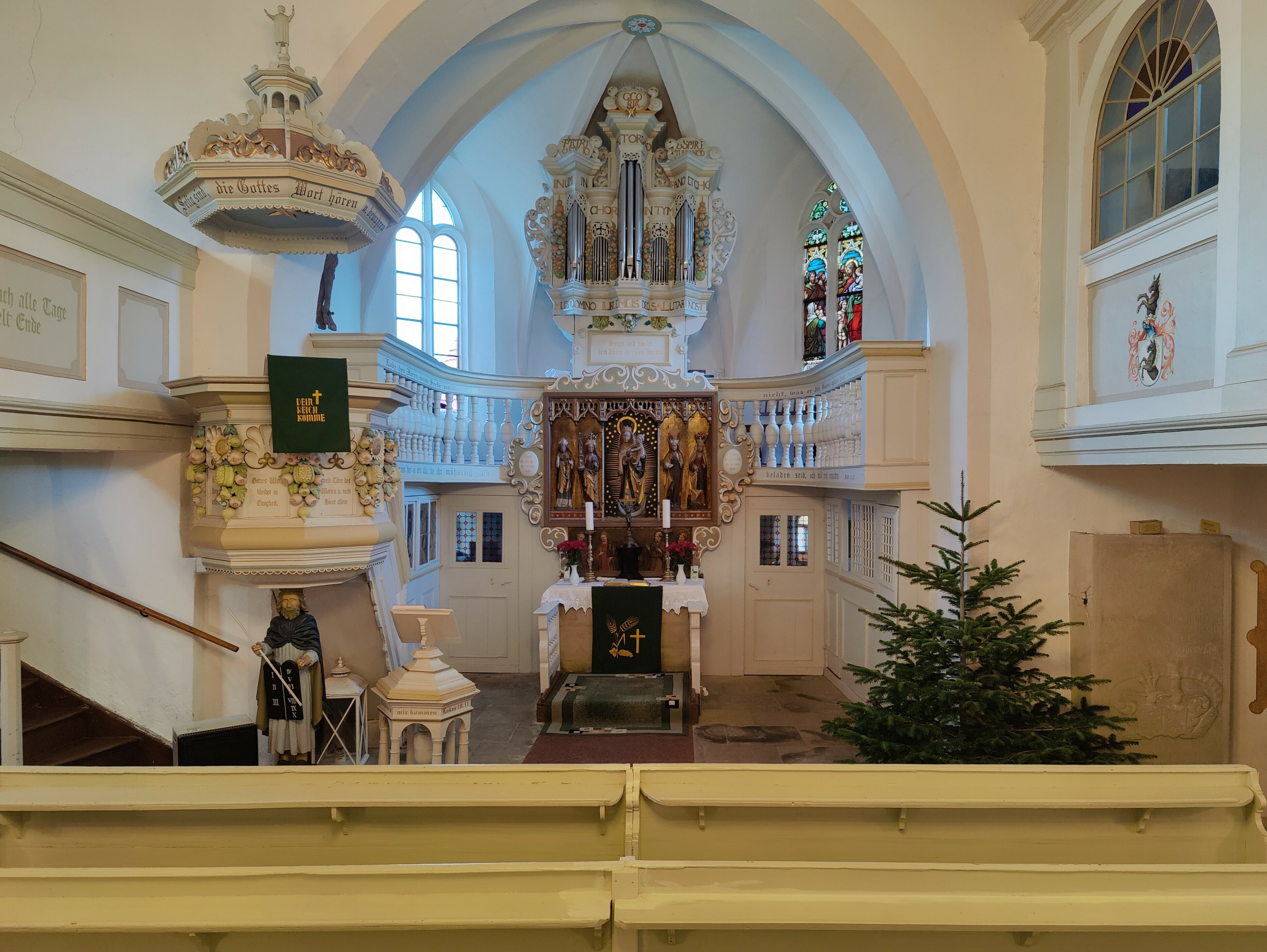
Innenansicht

Die evangelische Dorfkirche Predel ist eine im Kern mittelalterliche Saalkirche im Ortsteil Predel von Reuden (Elsteraue) im Burgenlandkreis in Sachsen-Anhalt. Sie gehört zum Pfarrbereich Profen im Kirchenkreis Naumburg-Zeitz der Evangelischen Kirche in Mitteldeutschland (EKMD).

## Geschichte und Architektur
Die Kirche ist eine Saalkirche mit reizvollem Umriss wegen des an der Nordwestecke des Schiffs vollständig eingebauten quadratischen Turms und der eingezogenen, das Schiff überragenden und von einem Dachreiter bekrönten Polygonalapsis. Der Turm als ältester Teil ist offenbar noch romanisch, er wird in der oberen Hälfte außen durch Wülste an den Ecken und in der Seitenmitte gegliedert. Die rechteckigen Schallöffnungen entstammen einer späteren Veränderung, der steile Spitzhelm ist spätgotisch; eigenartig ist auch die sehr hoch sitzende und vermauerte rundbogige Tür an der Nordseite.
Das Schiff ist mit einer flachen Putzdecke abgeschlossen und mit Emporen an den Seiten ausgestattet, die im Westen zweigeschossig ausgebildet sind, es wurde unter Verwendung älterer Teile im 18. Jahrhundert umgestaltet. Die rippengewölbte Apsis mit Dreiachtelschluss wurde inschriftlich im Jahr 1507 durch Hans Bainer geschaffen, sie ist an den Ecken mit Strebepfeilern und in den Fenstern mit feinem Maßwerk gestaltet.

## Ausstattung
Das Hauptstück der Ausstattung ist ein Schnitzaltar des späten 15. Jahrhunderts mit einer Strahlenkranzmadonna im Schrein, die von Heiligen umgeben ist, darunter Barbara und Margareta; auf der gemalten Predella sind die Heiligen Barbara, Laurentius, ein heiliger Bischof sowie Petrus und Paulus dargestellt.
Die hölzerne Kanzel wird von einer Mosesstatue getragen, ebenso der zugehörige Schalldeckel. Ein bemerkenswerter Holzkruzifixus stammt aus dem zweiten Drittel des 14. Jahrhunderts. Ein Grabstein mit Inschrift und Wappen wurde 1683 geschaffen. Bei einer Fußbodenrenovierung im Jahr 2020 wurde ein weiterer historischer Grabstein aus dem Jahr 1694 entdeckt.

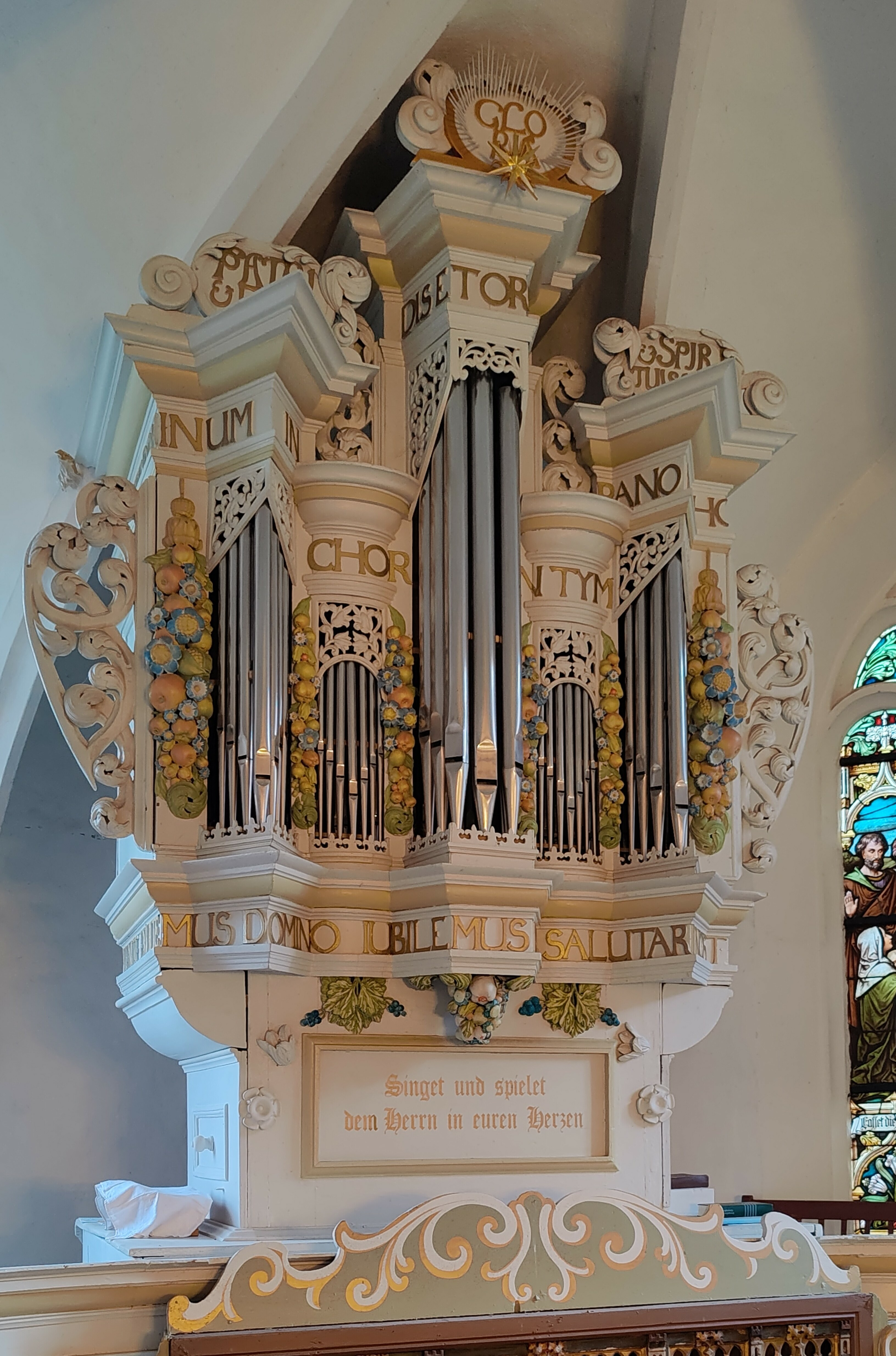
Orgel

## Orgel
Hinter dem Altar steht auf der im Polygon herumgeführten Empore eine kleine Orgel mit prächtig geschnitztem Prospekt aus dem Jahr 1699 von Gottfried Zehm. Sie hat sechs Register auf einem Manual. Das Werk wurde 2009 von Georg Wünning restauriert.  
Die Disposition der Orgel lautet:
| Manual CD–c3 |    |
| Grobgedackt  | 8′ |
| Principal    | 4′ |
| Kleingedackt | 4′ |
| Quinte       | 3′ |
| Octave       | 2′ |
| Mixtur II    |    |

- Tremulant
- „Gloria“ (Zimbelstern)